# Austrotachardiella bodkini
Austrotachardiella bodkini är en insektsart som först beskrevs av Robert Newstead 1917.  Austrotachardiella bodkini ingår i släktet Austrotachardiella och familjen Kerriidae.
Artens utbredningsområde är Guyana. Inga underarter finns listade i Catalogue of Life.